# Juhani Katainen
Reino Paavo Juhani Katainen (né le 30 novembre 1940 à Rovaniemi) est un architecte finlandais.

## Biographie
En 1959, Juhani Katainen entre à l'université et obtient son diplôme d'architecte à l'Université de technologie d'Helsinki en 1965. Il ouvre son propre cabinet d'architecte en 1968. Il est professeur à l'université de technologie d'Helsinki de 1968 à 1969 et enseignant spécialisé de 1969 à 1972.
Juhani Katainen est professeur de conception de bâtiments à l'université technologique de Tampere de 1988 à 2005 et directeur du département d'architecture de 1992 à 2005.
Il occupe un certain nombre de postes de confiance nationaux et internationaux dans son domaine, tels que la vice-présidence et la présidence du Conseil des architectes d'Europe.
Il est aussi membre honoraire d'associations d'architectes des États-Unis, de la Corée du Sud et du Mexique. Juhani Katainen est membre de l'Académie d'ingénierie depuis 2002.

## Ouvrages
Ses ouvrages principaux sont :
- Chapelles du nouveau cimetière de Vaasa, 1968–1972
- Université de Kuopio, 
  - bâtiments Canthia et Snellmania 1972–1989
  - bâtiments Mediteknia 2001–2002
  - bâtiments Medi 2 2003–2004
- Station de métro de l'Itäkeskus, Helsinki 1972–1980
- Entreprise Orion
  - Bâtiment de recherche et développement 1979-1985,
  - Centre opérationnel 1981-1984,
  - Usine de comprimés 1988
  - Agrandissement du centre de recherche 2000
- Université de Laponie, Rovaniemi
  - Phases 1 et 2 1983-1989
  - Extension Phase 1 2000
- Université de Laponie, Faculté des Arts
  - Nouveau bâtiment, Rovaniemi 2003-2006
- Entrepôts de Katajanokka, Helsinki 1983-1987
- Fondation du film finlandais, Katajanokka, Helsinki 1984–1985
- Immeuble de bureaux du conseil municipal de Kuopio, Kuopio 1985-1988
- Biokeskus de l'Université d'Helsinki, Viikin tiedepuisto, Helsinki 1992
- Bâtiment de l'Institut professionnel Amiedu, Pitäjänmäki, Helsinki 
  - construction 1996
  - extension 2000
- Centre de recherche de Stora Enso, Imatra 1998